# Agamede
Agamede (Ἀγαμήδη, século XII a.C.) foi, segundo Homero, uma médica grega que conhecia os poderes curativos de todas as plantas existentes. Filha mais velha  de Augias,, foi casada com Múlio, mas teve Díctis e, possivelmente, Belo e Actor com Netuno. Seu marido Múlio foi o primeiro homem morto na batalha por Nestor durante uma guerra entre Élis e Pilos. Ela era chamada de Perimede por ambos, Propércio e Teócrito. No período helenístico, Agamede tornou-se alguém associada com a figura de feiticeira, assemelhando-se a Circe e Medeia.
Agamede é descrita como loura por Homero na Ilíada.